# Chaux (Territorio de Belfort)
Chaux es una comuna francesa situada en el departamento del Territorio de Belfort, de la región de Borgoña-Franco Condado.
Los habitantes se llaman Chauxois.

## Geografía
Está ubicada a 8 km al norte de Belfort. 

## Demografía
| 613 | 615 | 780 | 814 | 869 | 955 | 1 066 | 1 147 |
| Para los censos de 1962 a 1999 la población legal corresponde a la población sin duplicidades (Fuente: INSEE [Consultar]) |     |     |     |     |     |       |       |

## Ciudad hermanada
- Brinzio, Italia.